# 足利城
足利城（あしかがじょう）は、栃木県足利市の両崖山にあった平安時代後期の日本の城（山城）。両崖山城、飯塚山城、小屋城、栗崎城などとも呼称される。
1970年7月25日、足利市指定文化財（史跡）となった。

## 概要
天喜2年（1054年）、藤姓足利氏初代の足利成行により築城された。1512年以降は長尾氏によって支配された。
足利城を巡り、1455年（享徳4年）、1564年（永禄7年）、1584年（天正12年）、1590年（天正18年）の4度合戦が勃発しており、それぞれ足利城の戦いと呼称される。

## 足利城の戦い
第1次合戦は関東管領の山内上杉憲忠を殺害した鎌倉公方の足利成氏と上杉氏家臣の長尾氏との間で起こった。『正木文書』に収録されている享徳4年（1455年）5月13日の足利成氏書状写には、足利義明が足利城へ赴いたことを受け、計略をめぐらせるよう岩松右京へ命じる旨が記されていた。また、『赤堀文書』に収録されている同年8月29日の書状写には赤堀政綱に対し、近日中に上杉勢が足利庄内へ進駐してくることから、軍勢を整え、軍議をなすよう命じる旨が記されている。『真壁文書』にも真壁尚幹に対し同様の伝令があった旨が記されていたが、これらの結果、軍の対峙のみで終わったのか、合戦が起こっていたのかは現状の資料からは明らかにされていない。
第2次合戦は上杉謙信と佐野昌綱の間に勃発した。永禄7年（1564年）11月、上杉謙信は佐野氏が支配する唐沢山城を攻撃するにあたり、足利、館林、新田領などに火を放ち、沼尻に築陣したという記録が残されている。この結果、当地を守護していた長尾政長は、下野国足利衆として上杉方へ属した。
第3次合戦は小田原北条氏の下野国侵攻が本格化した天正12年（1584年）に勃発している。『古今消息集』に収録された4月22日の北条氏勝感状写にて、足利城で長尾顕長と佐野宗綱の戦闘があったことが記されている。
豊臣秀吉により小田原征伐がなされた天正18年（1590年）頃、足利城で第4次合戦が行われていたことが示唆されており、『木島文書』『平沼伊兵衛氏所蔵文書』『宇津木文書』などにある1月28日北条氏直感状写には反町大膳亮、辻新三郎、宇津木下総守らに宛てた足利城での戦功を称える言葉が認められている。ただし、本件に関しては相手方がどこであったかについては言及がなされておらず、不明となっている。